# Esnes-en-Argonne
Pour les articles homonymes, voir Esnes.
Esnes-en-Argonne est une commune française située dans le département de la Meuse, en région Grand Est.

## Géographie

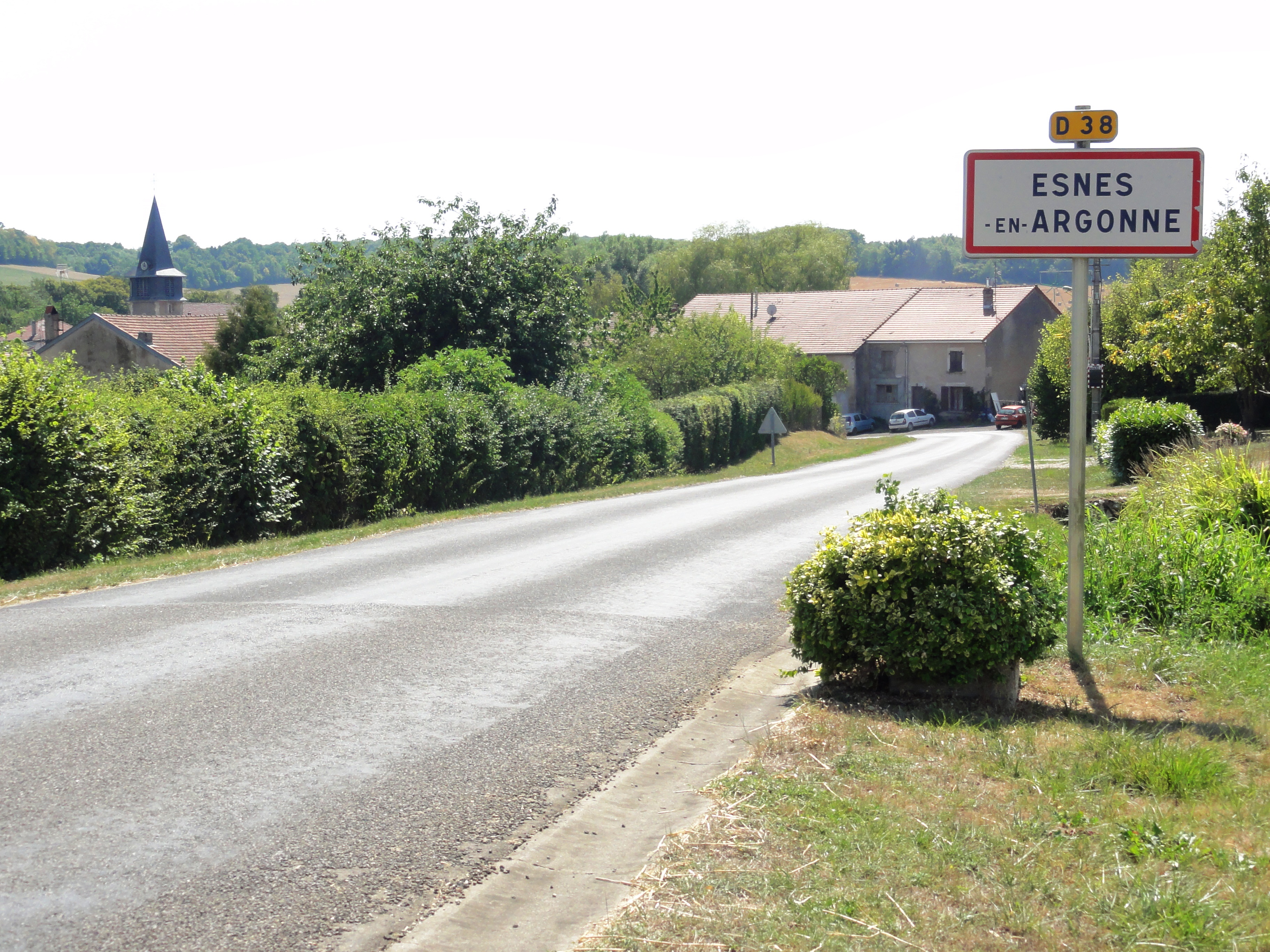
Entrée d'Esnes-en-Argonne.

### Hydrographie
La commune est traversée par la ligne de partage des eaux entre les bassins versants de la Meuse et de la Seine au sein respectivement du bassin Rhin-Meuse et du bassin Seine-Normandie. Elle est drainée par le ruisseau de Montzeville et le ruisseau d'Esnes,.

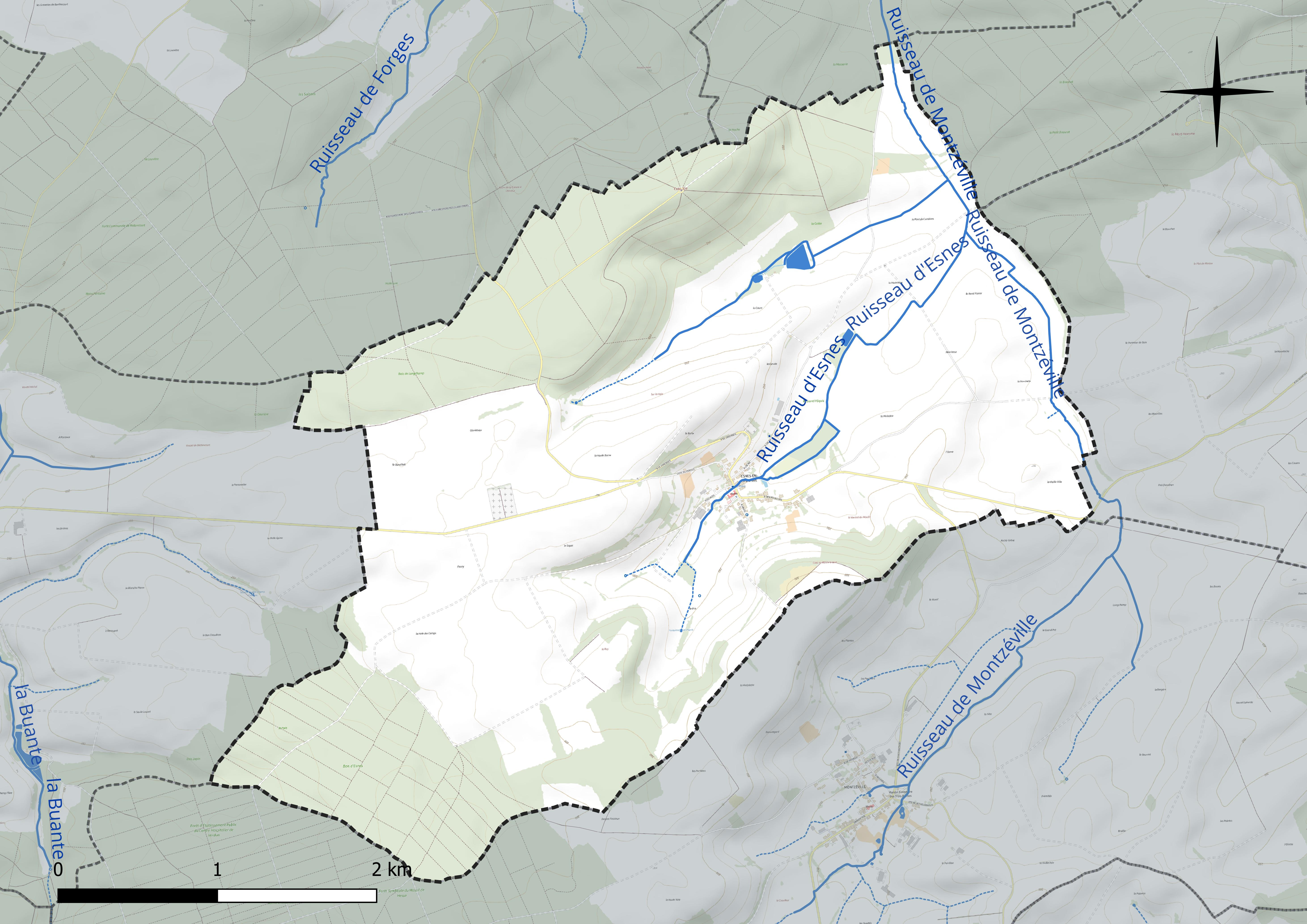
Réseau hydrographique d'Esnes-en-Argonne.

### Climat
Pour des articles plus généraux, voir Climat du Grand Est et Climat de la Meuse.
En 2010, le climat de la commune est de type climat de montagne, selon une étude du Centre national de la recherche scientifique s'appuyant sur une série de données couvrant la période 1971-2000. En 2020, Météo-France publie une typologie des climats de la France métropolitaine dans laquelle la commune est exposée à un climat océanique altéré et est dans la région climatique  Lorraine, plateau de Langres, Morvan, caractérisée par un hiver rude (1,5 °C), des vents modérés et des brouillards fréquents en automne et hiver. 
Pour la période 1971-2000, la température annuelle moyenne est de 9,5 °C, avec une amplitude thermique annuelle de 16,2 °C. Le cumul annuel moyen de précipitations est de 953 mm, avec 14,1 jours de précipitations en janvier et 9,6 jours en juillet. Pour la période 1991-2020, la température moyenne annuelle observée sur la station météorologique de Météo-France la plus proche, « Septsarges », sur la commune de Septsarges à 9 km à vol d'oiseau, est de 10,3 °C et le cumul annuel moyen de précipitations est de 942,8 mm. 
La température maximale relevée sur cette station est de 39,9 °C, atteinte le 25 juillet 2019 ; la température minimale est de −15,7 °C, atteinte le 1er janvier 1997,,. 
Les paramètres climatiques de la commune ont été estimés pour le milieu du siècle (2041-2070) selon différents scénarios d'émission de gaz à effet de serre à partir des nouvelles projections climatiques de référence DRIAS-2020. Ils sont consultables sur un site dédié publié par Météo-France en novembre 2022.

## Urbanisme

### Typologie
Au 1er janvier 2024, Esnes-en-Argonne est catégorisée commune rurale à habitat dispersé, selon la nouvelle grille communale de densité à sept niveaux définie par l'Insee en 2022.
Elle est située hors unité urbaine. Par ailleurs la commune fait partie de l'aire d'attraction de Verdun, dont elle est une commune de la couronne,. Cette aire, qui regroupe 103 communes, est catégorisée dans les aires de moins de 50 000 habitants,.

### Occupation des sols
L'occupation des sols de la commune, telle qu'elle ressort de la base de données européenne d’occupation biophysique des sols Corine Land Cover (CLC), est marquée par l'importance des territoires agricoles (65 % en 2018), une proportion sensiblement équivalente à celle de 1990 (64,7 %). La répartition détaillée en 2018 est la suivante : 
terres arables (54,4 %), forêts (23,2 %), prairies (10,6 %), milieux à végétation arbustive et/ou herbacée (9,9 %), zones urbanisées (1,9 %). L'évolution de l’occupation des sols de la commune et de ses infrastructures peut être observée sur les différentes représentations cartographiques du territoire : la carte de Cassini (XVIIIe siècle), la carte d'état-major (1820-1866) et les cartes ou photos aériennes de l'IGN pour la période actuelle (1950 à aujourd'hui).

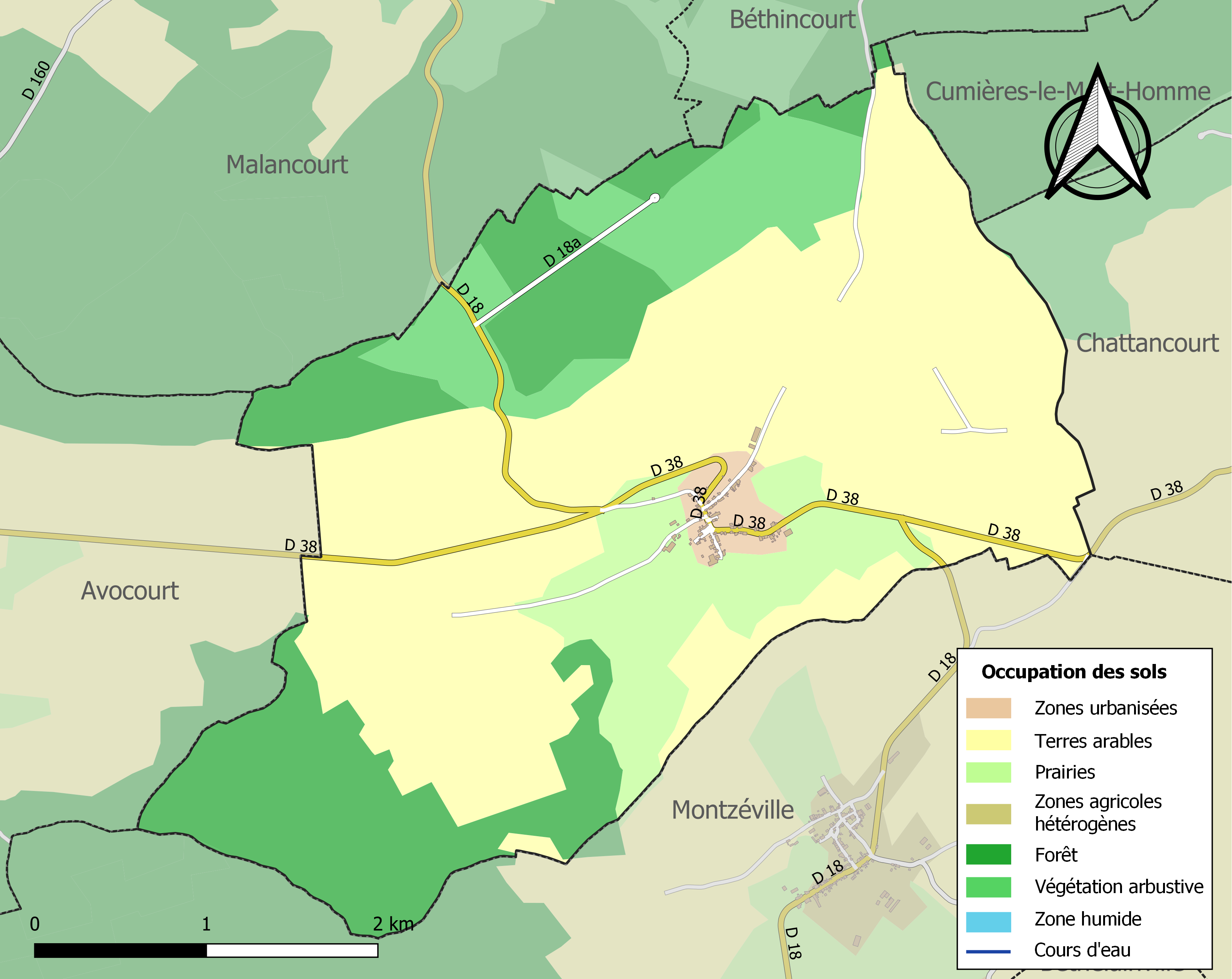
Carte des infrastructures et de l'occupation des sols de la commune en 2018 (CLC).

## Toponymie
Le nom de la localité est attesté sous les formes Ad villam quæ Helna dicitur (962) ; Elne (1047) ; Elna (1049) ; Eyne (1569) ; Esne (1700) ; Aesnesiæ (1738).

Homonymie avec le nom du ruisseau d’Esnes, attesté sous les formes Super Helnam fluvium (940) ; Super Elnam fluviolum (952) ; Super Helna fluvium (962), affluent de la Meuse, dans l’arrondissement de Verdun.
Par arrêté préfectoral du 24.02.1922 , Esnes prend le nom d'Esnes-en-Argonne ( J.O., 1922, 3, 2622 ).

L'Argonne est une région naturelle de la France, qui chevauche les départements de la Marne, des Ardennes et de la Meuse, à l'est du bassin parisien.

## Histoire
Le village est quasiment détruit pendant la Première Guerre mondiale.
Esnes est en 1920 le premier chantier de reconstruction du Service civil volontaire international, organisation de volontariat fondée par l'ingénieur suisse Pierre Ceresole.
Pendant la Seconde Guerre mondiale, le territoire de la commune a été de nouveau lieu de combat.

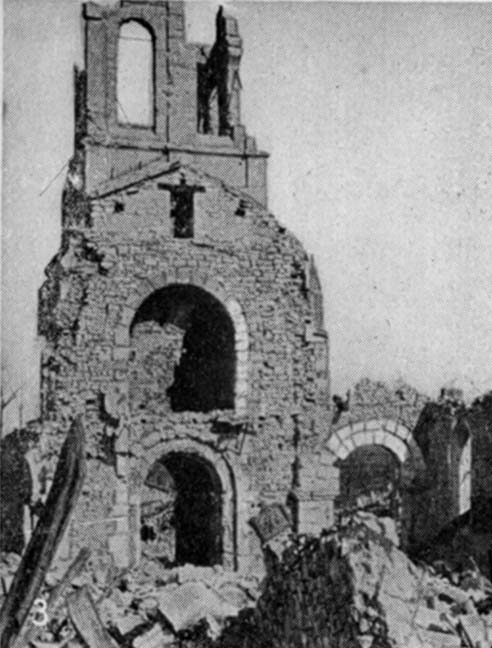
L'église détruite, en ruine, 1917.
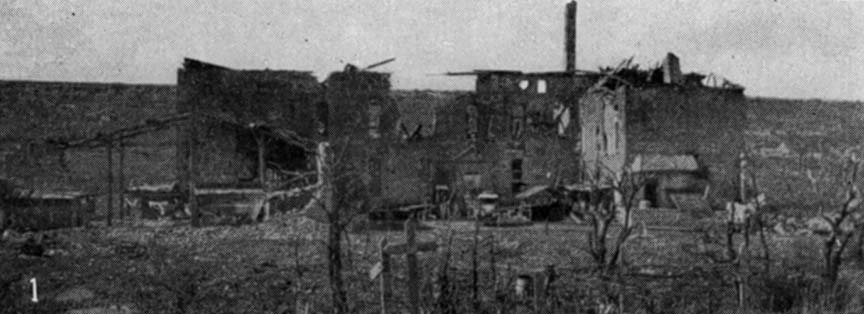
Le château détruit, en ruine, 1917. Dans les caves à vin se trouvait le poste de secours.
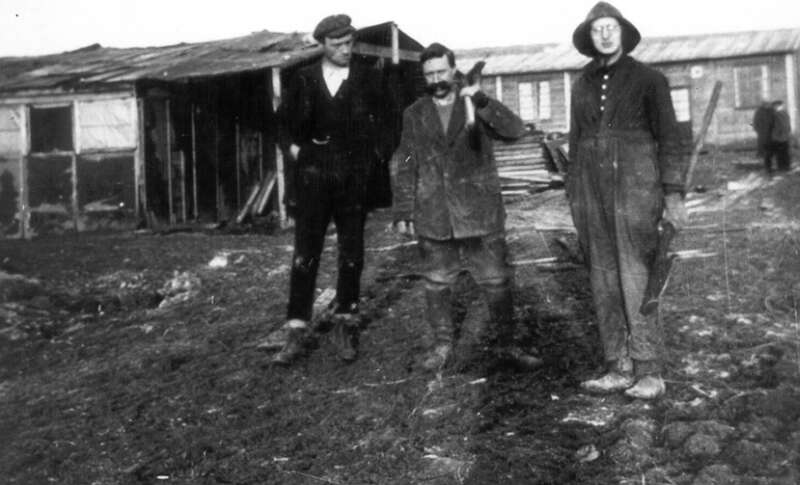
Premier chantier du SCI à Esnes, construction de baraquements. À gauche, Pierre Ceresole.

## Politique et administration
| Période                                  | Période   | Identité                                        | Étiquette | Qualité |
| ---------------------------------------- | --------- | ----------------------------------------------- | --------- | ------- |
| Les données manquantes sont à compléter. |           |                                                 |           |         |
| avant 1995                               | ?         | Bernadette Postal                               | DVD       |         |
| mars 2001                                | mars 2014 | Bernard Leroy                                   |           |         |
| mars 2014                                | En cours  | Véronique Adler Réélue pour le mandat 2020-2026 |           |         |

## Population et société

### Démographie
L'évolution du nombre d'habitants est connue à travers les recensements de la population effectués dans la commune depuis 1793. Pour les communes de moins de 10 000 habitants, une enquête de recensement portant sur toute la population est réalisée tous les cinq ans, les populations de référence des années intermédiaires étant quant à elles estimées par interpolation ou extrapolation. Pour la commune, le premier recensement exhaustif entrant dans le cadre du nouveau dispositif a été réalisé en 2005.

En 2022, la commune comptait 135 habitants, en évolution de −0,74 % par rapport à 2016 (Meuse : −4,4 %, France hors Mayotte : +2,11 %).
| 1793 | 1800 | 1806 | 1821 | 1831 | 1836 | 1841 | 1846 | 1851 |
| ---- | ---- | ---- | ---- | ---- | ---- | ---- | ---- | ---- |
| 590  | 673  | 695  | 642  | 725  | 686  | 677  | 739  | 694  |

| 1856 | 1861 | 1866 | 1872 | 1876 | 1881 | 1886 | 1891 | 1896 |
| ---- | ---- | ---- | ---- | ---- | ---- | ---- | ---- | ---- |
| 640  | 667  | 621  | 586  | 577  | 562  | 563  | 554  | 507  |

| 1901 | 1906 | 1911 | 1921 | 1926 | 1931 | 1936 | 1946 | 1954 |
| ---- | ---- | ---- | ---- | ---- | ---- | ---- | ---- | ---- |
| 496  | 486  | 455  | 228  | 198  | 187  | 192  | 178  | 210  |

| 1962 | 1968 | 1975 | 1982 | 1990 | 1999 | 2005 | 2006 | 2010 |
| ---- | ---- | ---- | ---- | ---- | ---- | ---- | ---- | ---- |
| 172  | 157  | 126  | 112  | 104  | 113  | 124  | 125  | 130  |

| 2015 | 2020 | 2022 | - | - | - | - | - | - |
| ---- | ---- | ---- | - | - | - | - | - | - |
| 136  | 136  | 135  | - | - | - | - | - | - |

## Culture locale et patrimoine

### Lieux et monuments

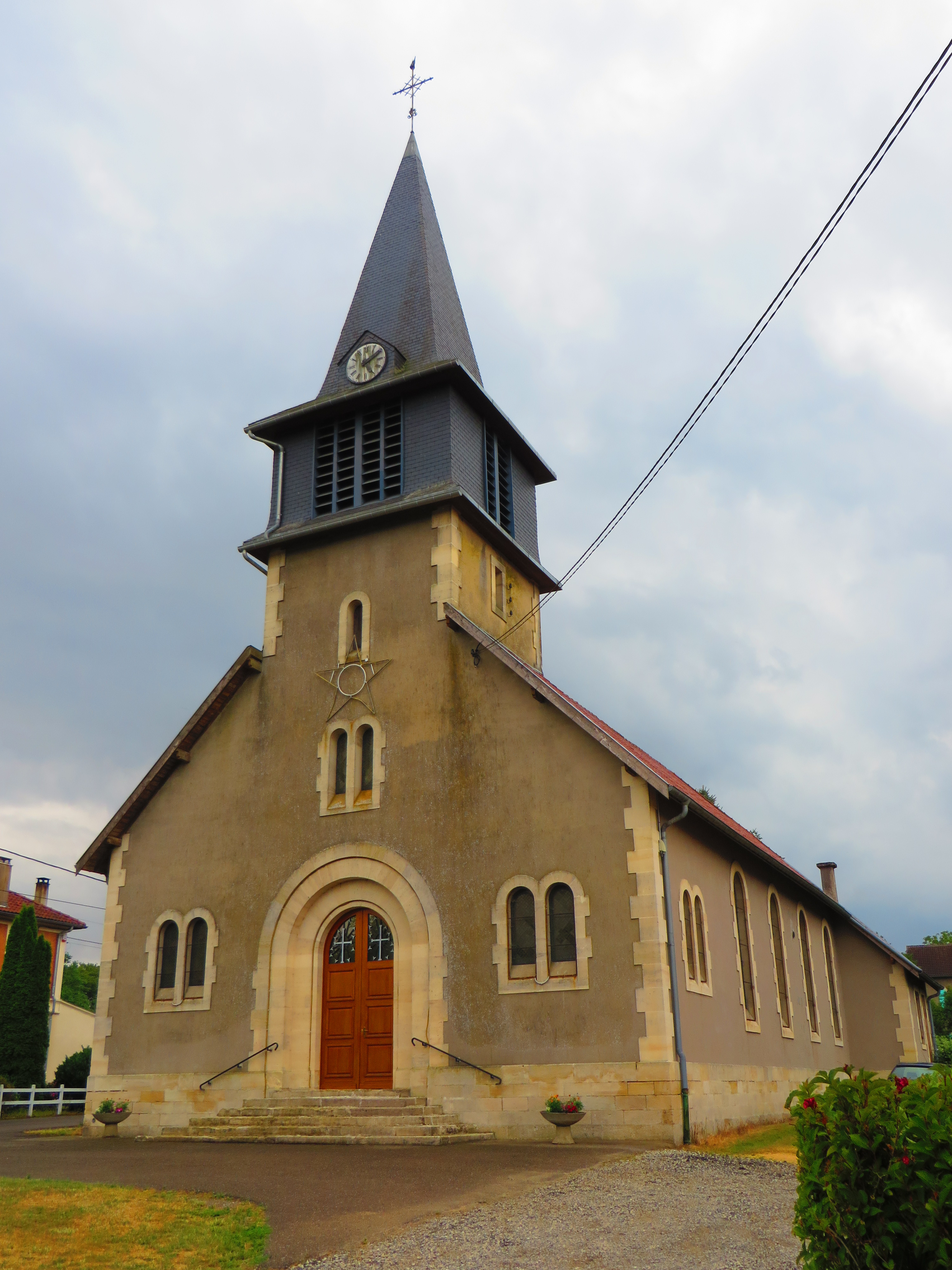
L'église Saint-Martin.

- L'église Saint-Martin, de 1861, détruite pendant la guerre 1914-1918, reconstruite en 1927.
- La grotte de Lourdes à côté du cimetière communal.
- Le monument aux morts sous forme de plaques sur un mur en ruine, avec le relief d'un jeune paysan semant dans un champ autour d'une croix, symbole de la vie qui reprend[21].
- L'ancien château d'Esnes-en-Argonne, détruit pendant la guerre 1914-1918. Dans les caves du château se trouvait un poste de secours, où les blessés de la Cote 304 étaient secourus.

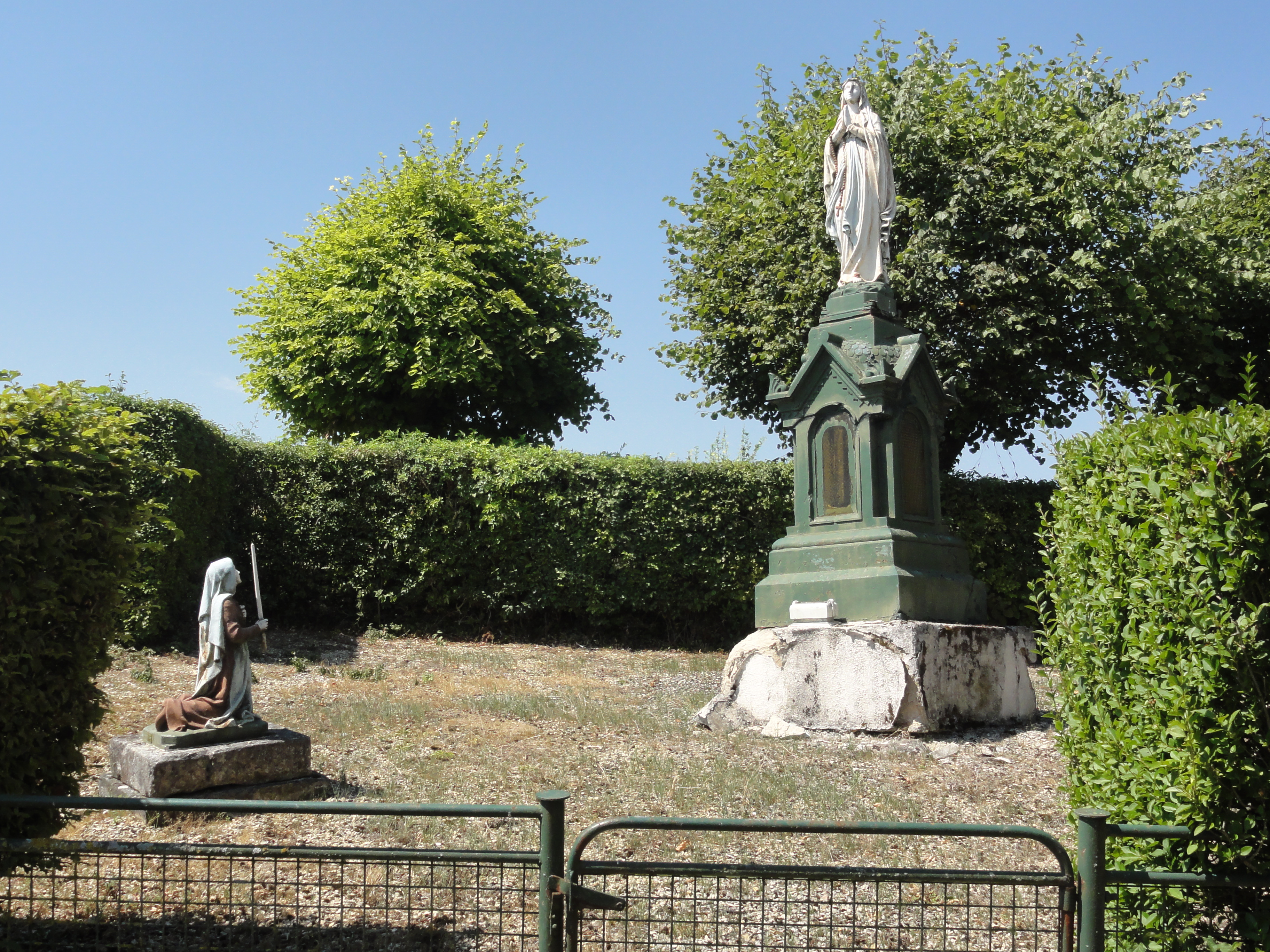
Grotte de Lourdes.
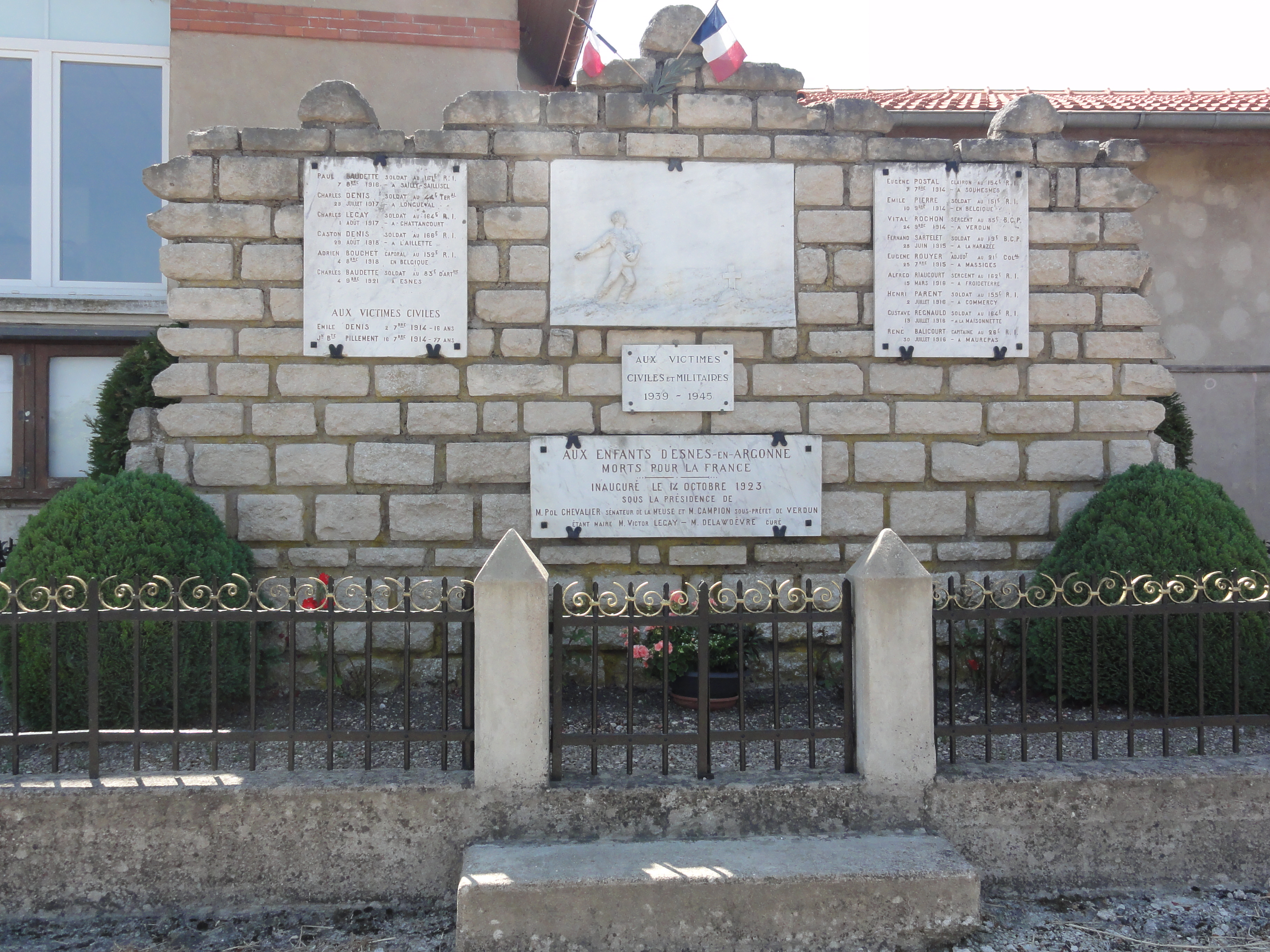
Monument aux morts.

#### Nécropole nationale d'Esnes-en-Argonne
Ce cimetière militaire français de 3,4 ha abrite les dépouilles de 6 661 soldats français tués pendant la Première Guerre mondiale, 3 661 reposent dans des tombes individuelles et 3 000 dans deux ossuaires. Dans le premier ossuaire reposent les soldats morts pour la France des régions de Béthelainville, Avocourt, Sivry-la-Perche, Cote 304, Esnes et Montzéville, dans le deuxième ossuaire reposent les soldats des régions Béthincourt, Bois-des-Forges, Cumières, Mort-Homme, Chattancourt et Malancourt.

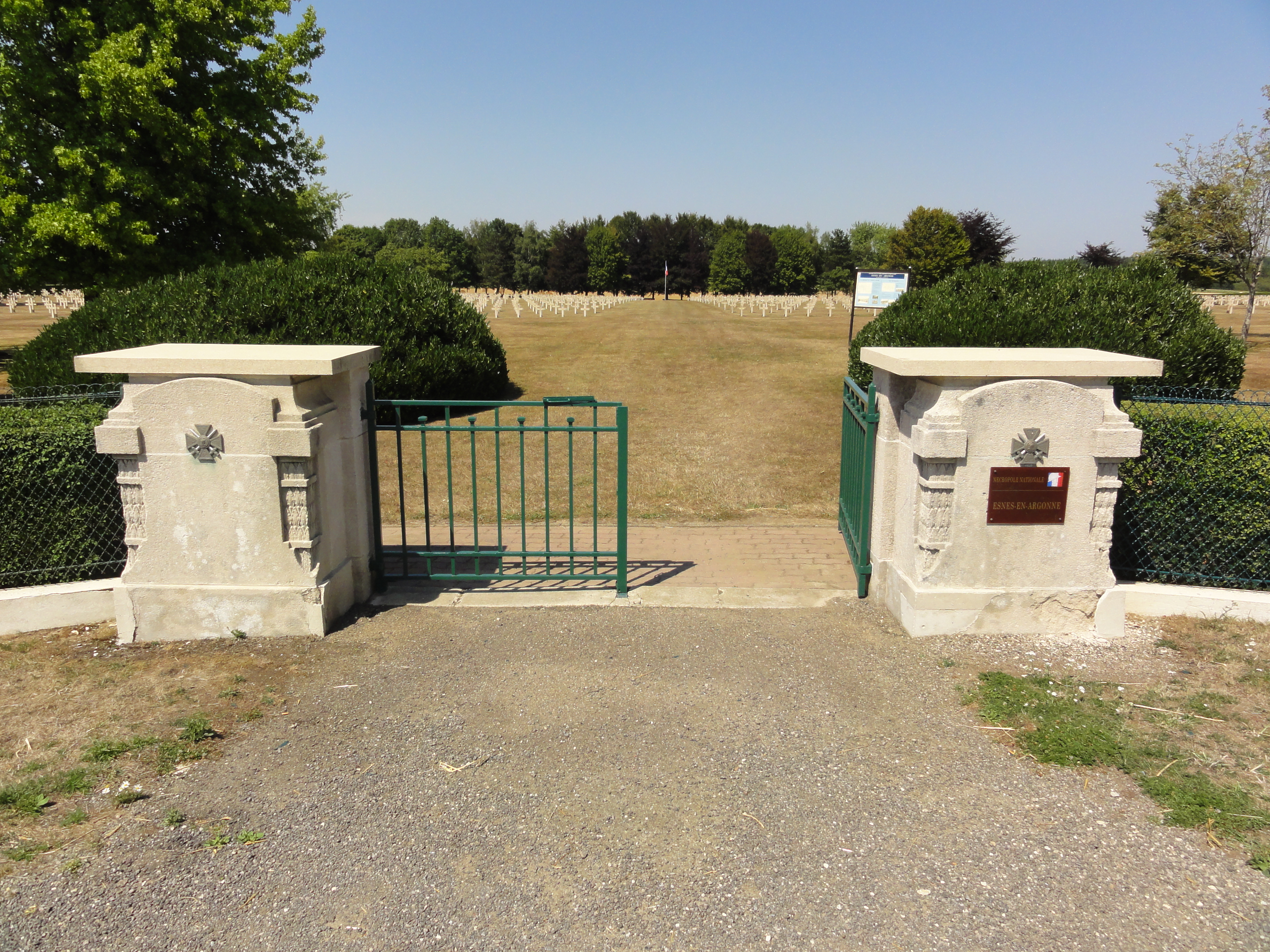
Entrée de la nécropole.
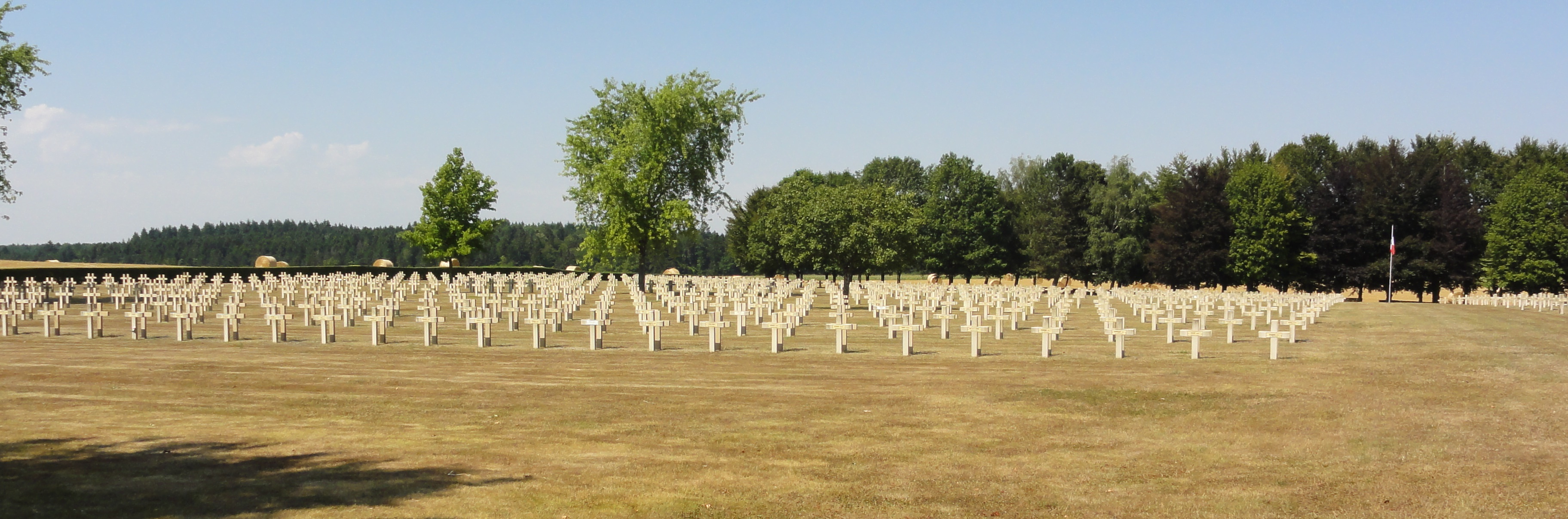
Vue générale de la nécropole.
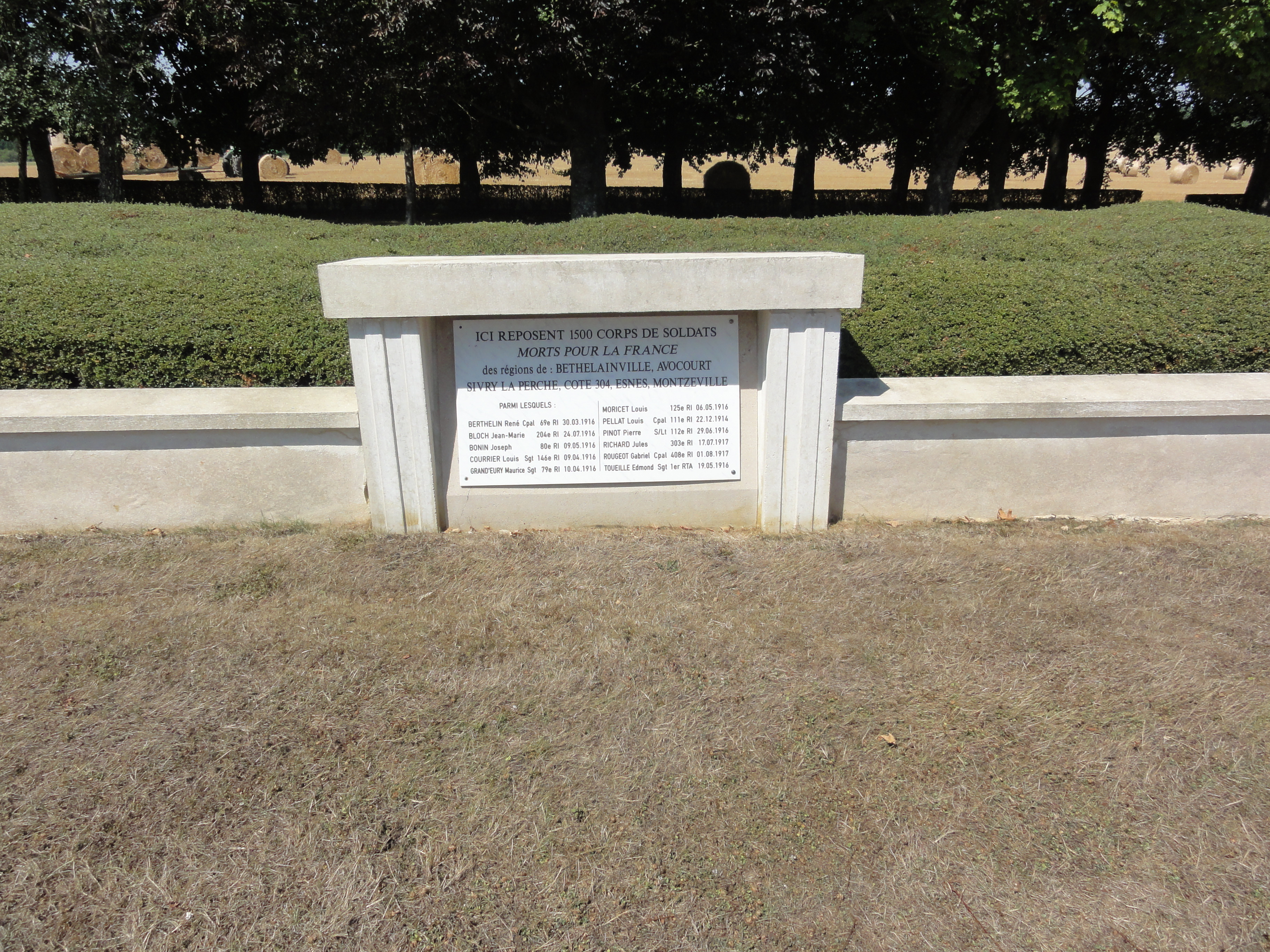
Premier ossuaire.
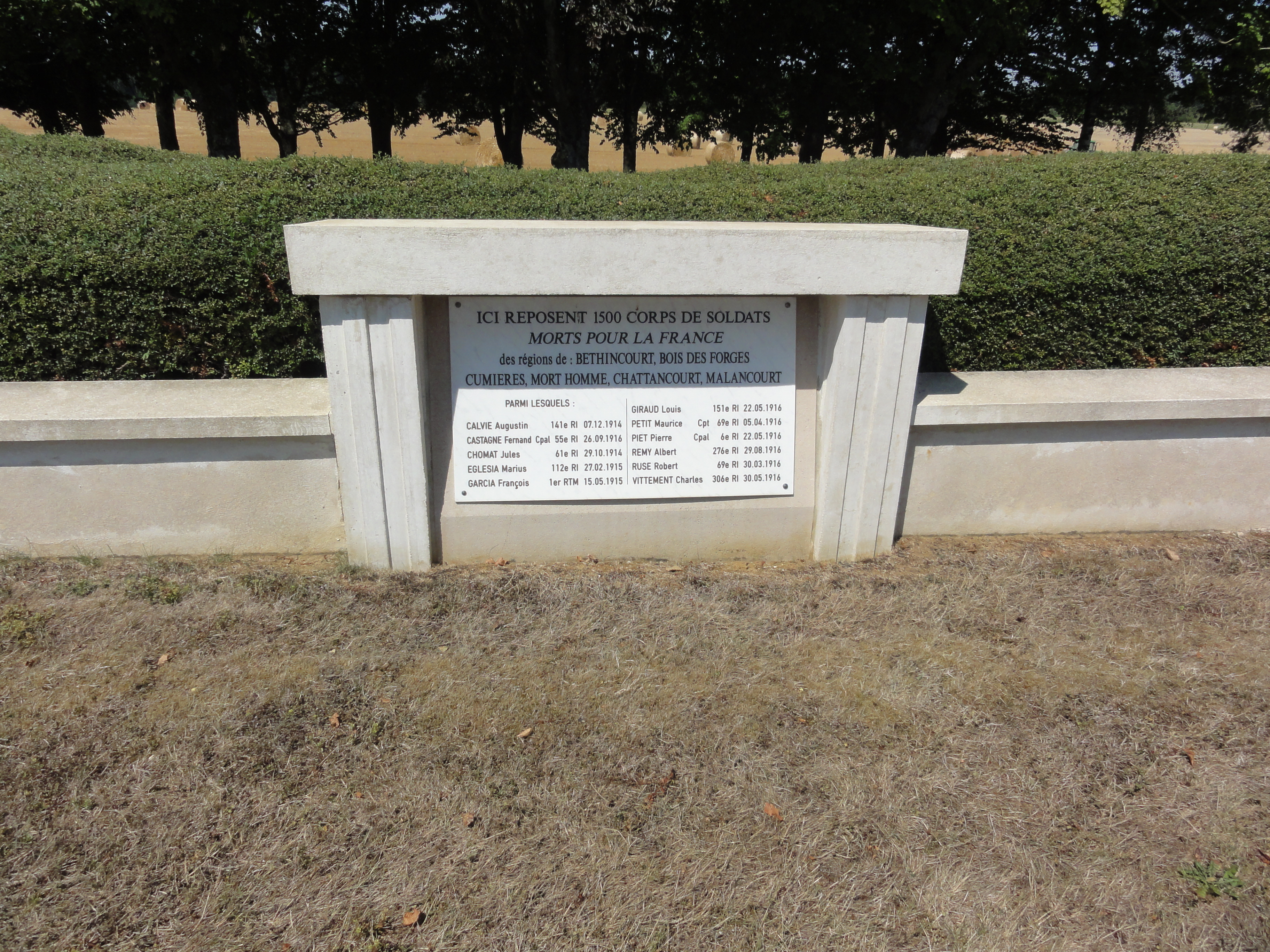
Deuxième ossuaire.

#### Monument de la cote 304

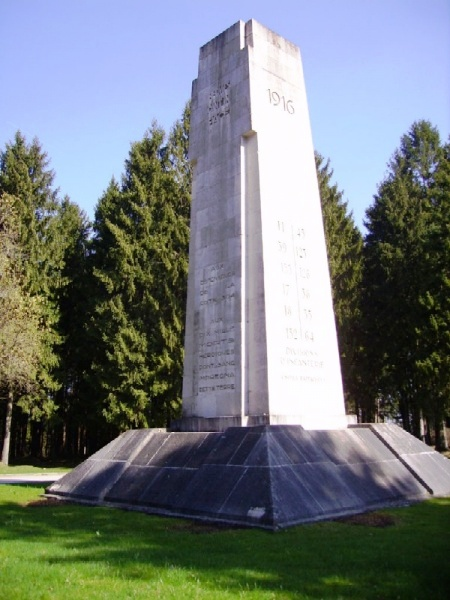
Le monument de la cote 304.

Ce monument de la Première Guerre mondiale, sous la forme d'une haute borne quadrangulaire, a été érigé à la mémoire des unités ayant combattu pour la prise de cette position. Le nom des différentes unités sont gravés sur le monument. Il a été inauguré le 14 juin 1934 par Philippe Pétain.

#### Autres monuments de guerre

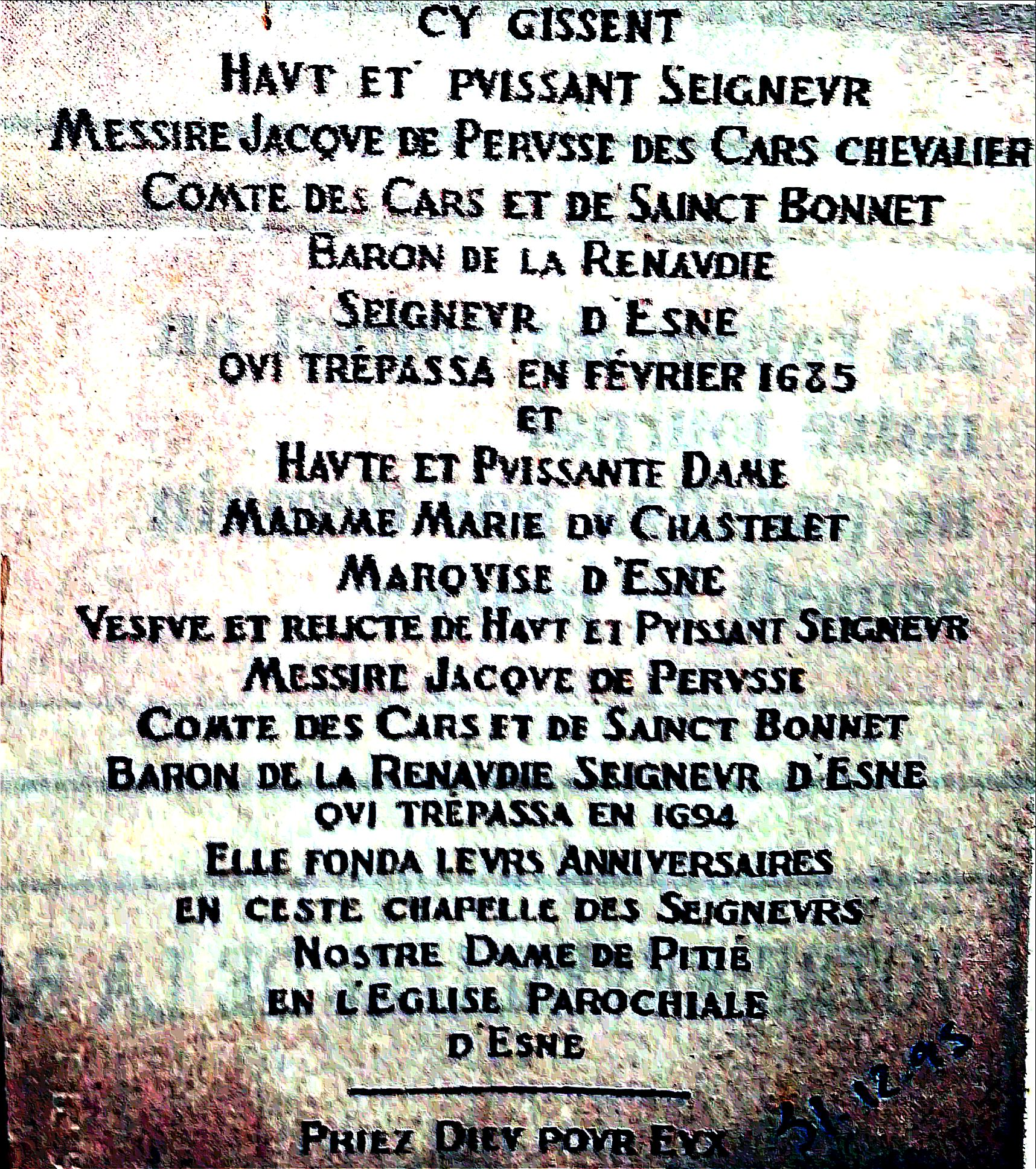
Inscription sur la pierre tombale de Jacque de Perusse des Cars, à l'intérieur de l'église d'Esnes-en-Argonne

- Les lieux de combat : Cote 304, Bois Camard, Bois Éponge, plateau et col de Pommerieux. Il y a toujours des tombes de guerre individuelles éparpillées sur ces lieux.
- Le monument du 173e Régiment d'Infanterie (guerre 1914-18).
- Le triple monument du 23e Régiment d'infanterie coloniale, du 3e Régiment d'artillerie coloniale, et du colonel Crosson (guerre 1939-1945).
- Le monument de la visite Mitterrand-Kohl à Esnes (surnommé le monument de François Mitterrand).
- Le mémorial de 76 I.D.

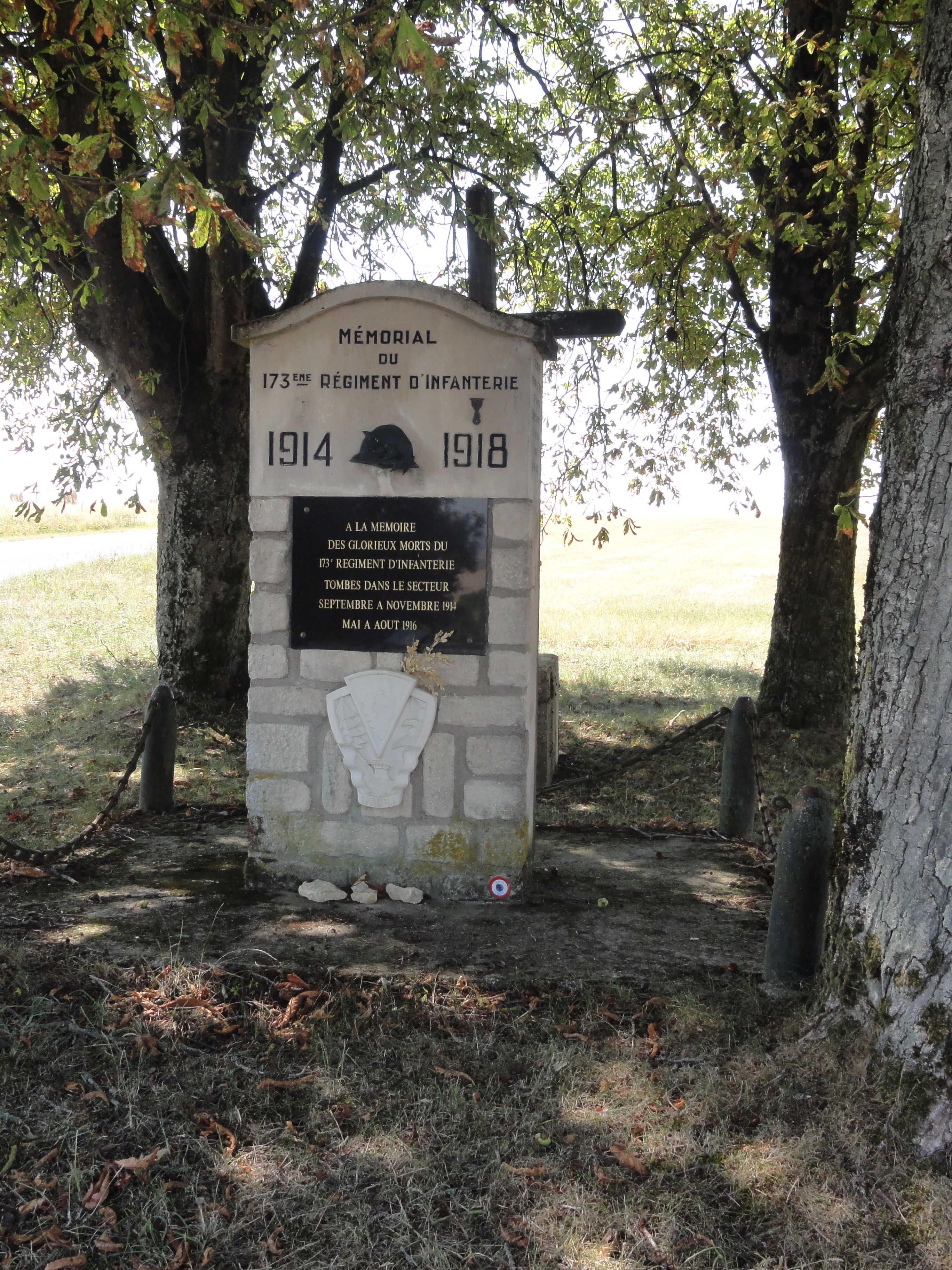
Mémorial du 173e Régiment d'Infanterie.
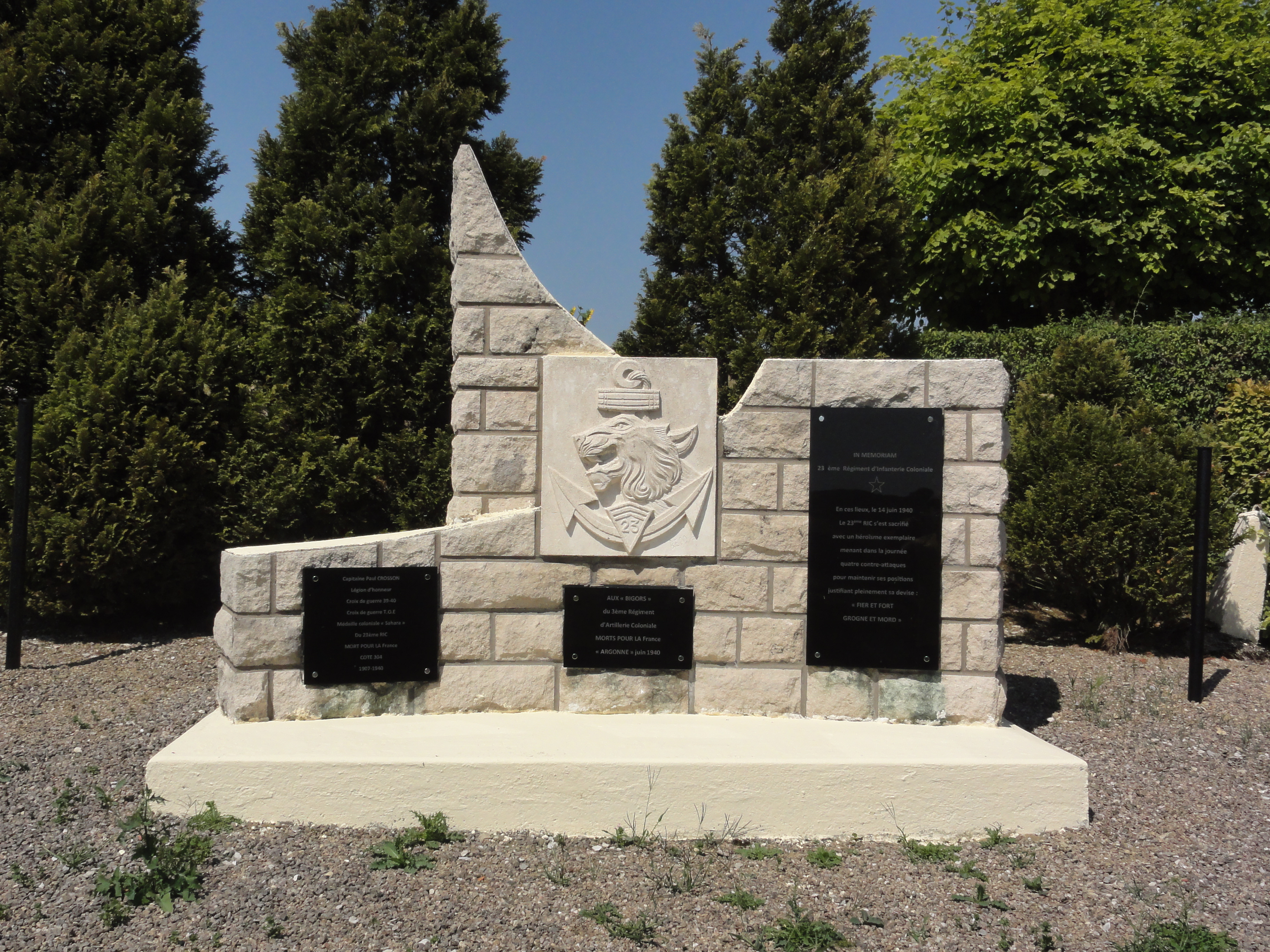
Mémorial du 23e Régiment d'Infanterie Coloniale.
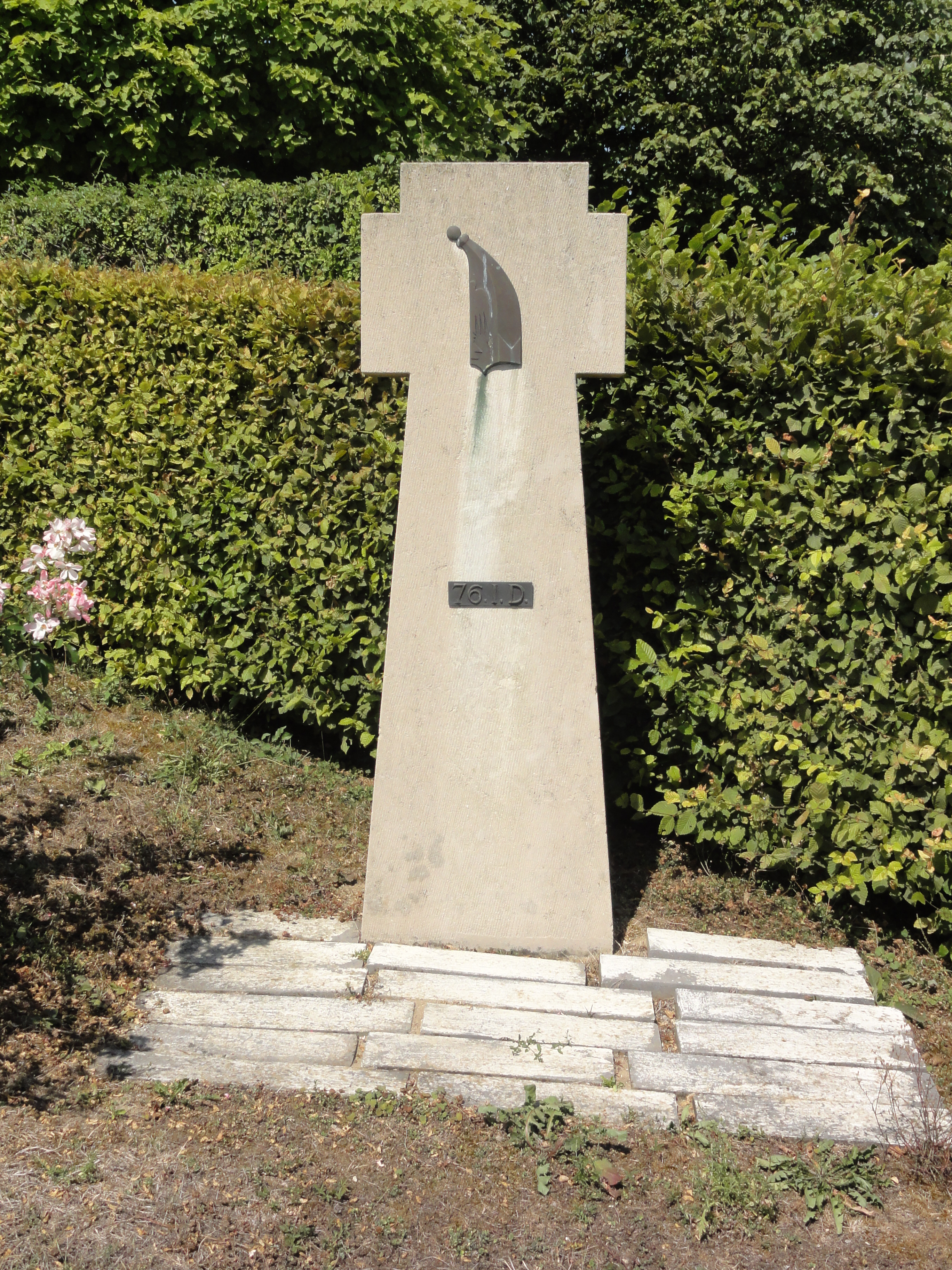
Le mémorial de 76 I.D.

### Personnalités liées à la commune
- Jacques de Perusse des Cars, chevalier, comte des Cars et de Sainct Bonnet, baron de la Renaudie, seigneur d'Esne, mort en 1685. Une pierre tombale à l'intérieur de l'église Saint-Martin d'Esnes-en-Argonne fait référence à ce qui serait un lointain ancêtre de l'écrivain limousin Guy des Cars[24].
- Charles-Nicolas-Pierre Didiot, évêque de Bayeux et Lisieux de 1856 à 1866.
- Le 14 juin 1940, durant la bataille de France, François Mitterrand, futur président de la République française, alors sergent-chef au 23e régiment d'infanterie coloniale, est blessé à la Cote 304 et soigné au village d'Esnes. Le 22 septembre 1984, lors d'une des rencontres entre Mitterrand et Kohl, les deux chefs d'État visitent Esnes-en-Argonne[25]. À la suite de cela, le 6 juin 1985, le conseil municipal fait Mitterrand citoyen d'honneur d'Esnes-en-Argonne.François Mitterrand citoyen d'honneur d'Esnes-en-Argonne.

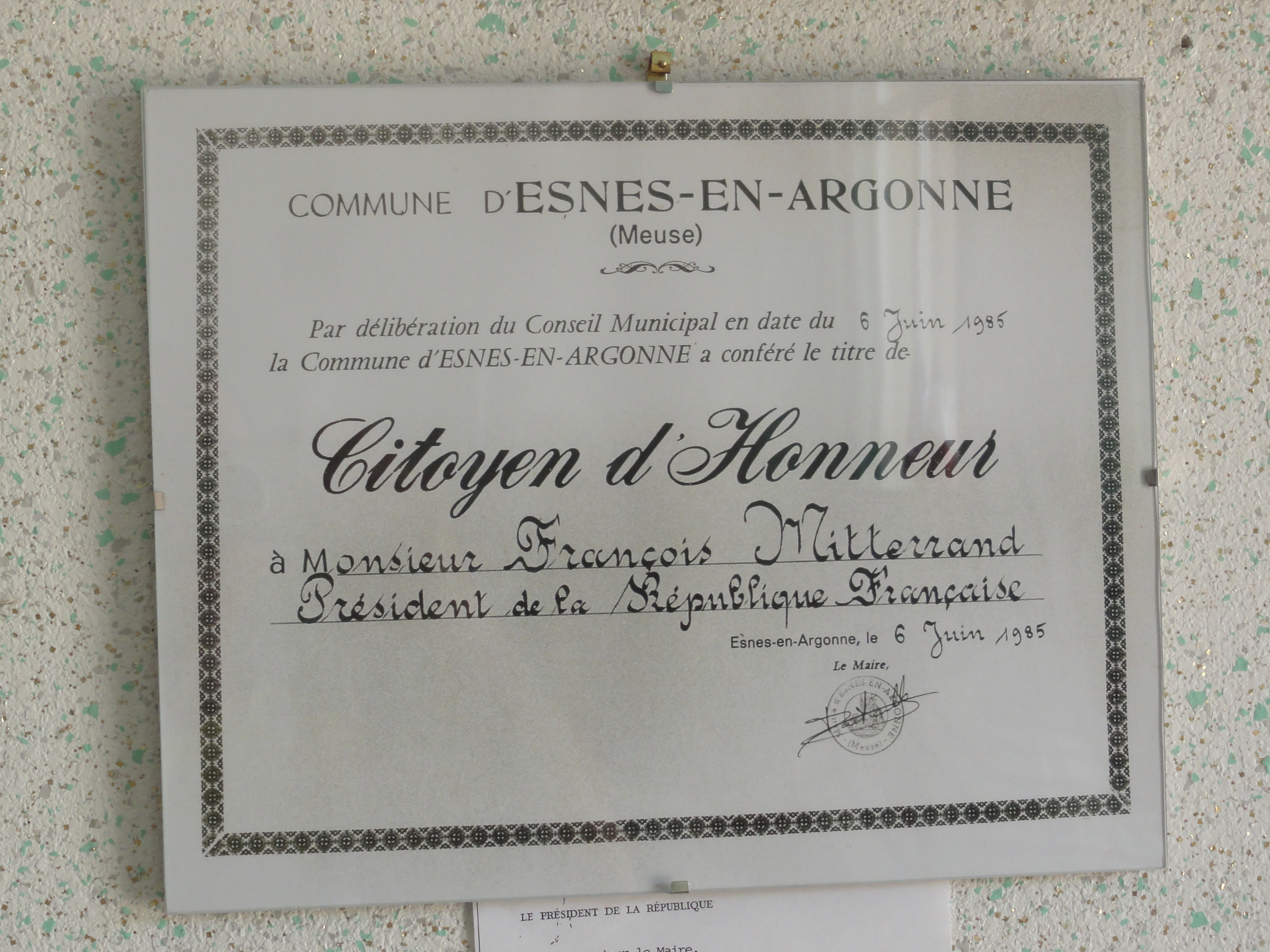
François Mitterrand citoyen d'honneur d'Esnes-en-Argonne.

### Héraldique
| Blason de Esnes-en-Argonne | Blason  | De gueules à la barre de vairée appointée d'azur et d'argent et à la bande d'argent chargée de trois fleurs de lis d'azur brochant sur le tout. |
| Blason de Esnes-en-Argonne | Détails | Création de D. Lacorde et D. Larcher. Adopté en novembre 2013.                                                                                  |